# Janvier Besala Bokungu
Janvier Besala Bokungu (30 gennaio 1989) è un calciatore della Repubblica Democratica del Congo, difensore del Mazembe.